# 台灣藍鯛
台灣藍鯛（學名：Azurina elerae），是輻鰭魚綱鱸形目雀鯛科藍鯛屬的其中一種，分布於印度西太平洋區，從馬爾地夫至馬紹爾群島，北至台灣海域，深度12至70公尺，本魚體呈卵圓形且側扁，體色淺灰褐色，鱗片的邊緣橘色或藍色，背鰭與臀鰭後半部有微白色的斑點，肛門區域黑色，胸鰭基底具有一個黑斑，鰓蓋邊緣鋸齒狀，背鰭硬棘12枚、背鰭軟條11-12枚、臀鰭硬棘2枚、臀鰭軟條10-11枚，體長可達7公分，棲息在陡峭的礁坡，成小群行動，以浮游生物為食，生活習性不明，可做為觀賞魚。